# Game Freak
Game Freak és una empresa japonesa desenvolupadora de videojocs fundada l'abril del 1989 per Satoshi Tajiri, reprenent el nom d'una revista de videojocs autopublicada pel mateix Tajiri i, posteriorment, Ken Sugimori a partir del 1983.
En els seus primers quinze anys, Game Freak va desenvolupar més de vint títols per a empreses com Hudson Soft, Sony, Sega, NEC Corporation i Nintendo, desenvolupant per a aquesta última els seus productes més reeixits: la sèrie de jocs Pokémon per a Game Boy, Game Boy Advance i Nintendo DS.